# Gleichgültige Ecke

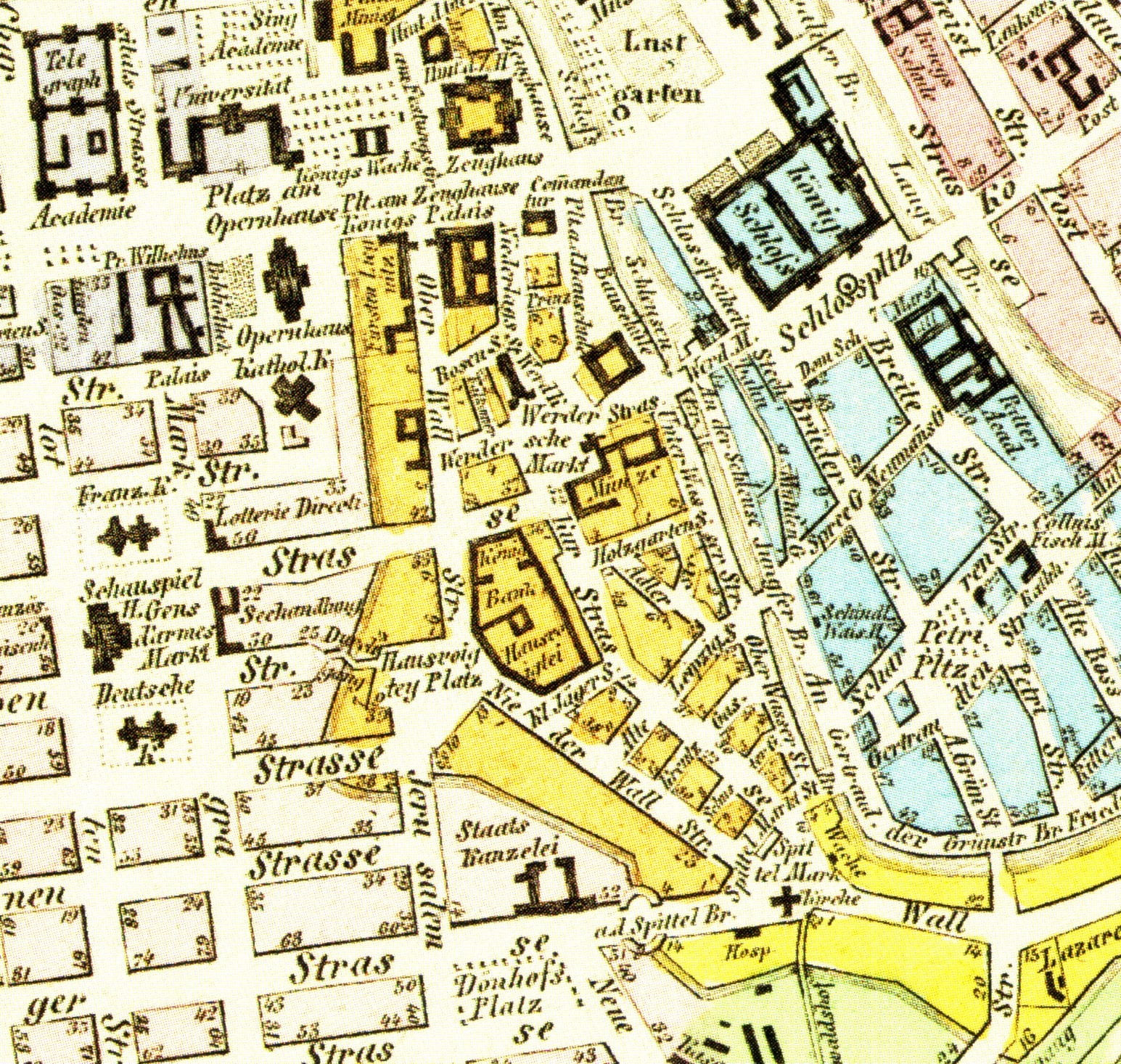
Die Gleichgültige Ecke: oberhalb des Hausvogteiplatzes, wo von links die Jägerstraße auf die Oberwallstraße trifft. Ausschnitt aus einem Berlin-Stadtplan von 1847.

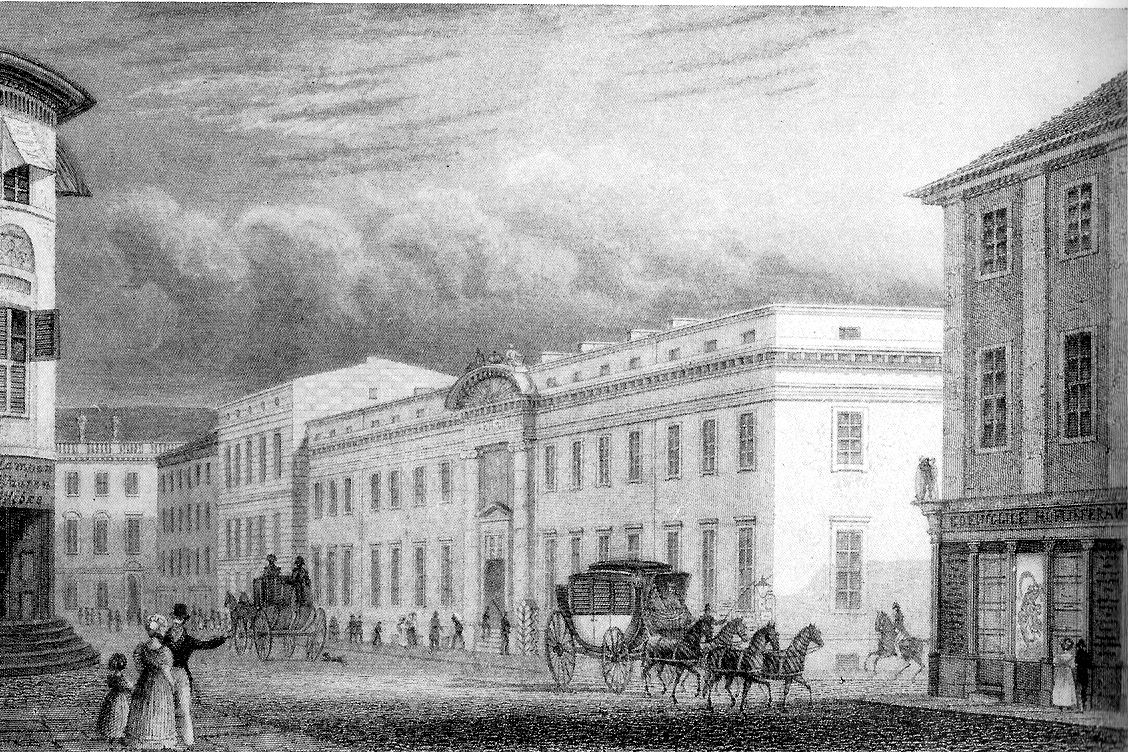
Ansicht der Jägerstraße und der Oberwallstraße um 1850, Mitte: Bankgebäude, links und rechts Ladeneingänge von Gladebeck („Lampen“) sowie von Treu & Nuglisch („Hoflieferant“)

Als Gleichgültige Ecke, mitunter auch Vier gleichgültige Ecken bezeichnete der Berliner Volksmund in der zweiten Hälfte des 19. Jahrhunderts den Ort, wo die Jägerstraße in Berlin-Mitte in die Oberwallstraße mündet.

## Ladengeschäfte an der Gleichgültigen Ecke
An der Einmündung der Jäger- in die Oberwallstraße, vis à vis der Königlichen Hauptbank (der späteren Preußischen Bank), gab es vier Ladenlokale, die mit vier Redensarten zum Thema Gleichgültigkeit verbunden wurden:
- der Kerzen- und Öllampenladen („alles Schnuppe“) an der Oberwallstraße 14–16; Inhaber war der erstmals 1822 mit seinem damaligen Kompagnon, dem  Kerzenzieher und Seifensieder C. Hartwig, an der Oberwallstraße Nr. 16 erwähnte[1] Ferdinand Ludolf Gladebeck (* 1799; † 7. Mai 1868);
- das Seifen- und Parfümeriegeschäft Treu & Nuglisch („alles Pomade“) in dem 1829 von Adolf Nuglisch erworbenen Haus Jägerstraße 33;
- der am 28. September 1839 in der Jägerstraße 41 eröffnete Frühstückskeller des Fleisch- und Wurstwarenhändlers („alles Wurscht“) Ludwig Friedrich Niquet (* 20. Februar 1807; † 31. August 1886),[2] der als Hausdiener bei Treu & Nuglisch angefangen hatte und zu Wiener Würstchen (die er nach einem Gast namens Wiener so benannt haben soll)[3] bayrisches Bier ausschenkte;[4]
- der Konfektionär Louis Landsberger („Jacke wie Hose“), der zuvor am Gendarmenmarkt, Ecke Tauben- und Markgrafenstraße residierte, 1857 das Haus Jägerstraße 41 für 110 000 Reichstaler erwarb und sein Geschäft für Herrenbekleidung Oberwallstraße 12–13 am 14. Dezember 1858 eröffnete.[5]

Mitunter wurde in diesem Zusammenhang auch die Bank genannt („alles Schein“). Mit dem Erweiterungsbau der Reichsbank, den von 1869 bis 1876 Friedrich Hitzig leitete, meldeten auswärtige Zeitungen erstmals, Berlin habe seine Gleichgültige Ecke verloren.

## Berliner Redensart
Einen frühen Beleg für die Bezeichnung „Gleichgültige Ecke“ bietet die Zeitschrift Die Gartenlaube im Jahrgang 1869. Als die Wendung 1882 in eine Liste Berliner Redensarten aufgenommen wurde, war sie bereits jahrzehntelang geläufig.
Die Namensgebung und die damit verbundenen Redensarten zielen einerseits auf den sprichwörtlichen Gleichmut der Berliner, der vermutlich als preußische Tugend angesehen wurde. Sie sind jedoch im Kontext zugleich ironisch gemeint und dialektisch zu verstehen. Die mit den Redensarten verbundenen Lokale waren erste Adressen; ihre Inhaber ambitionierte Kaufleute. Louis Landsberger und Adolf Nuglisch waren erfolgreiche Aufsteiger, die sich gegen französische Konkurrenz etablierten und deren Angebot auf höchste Qualitätsansprüche zielte. Beide Firmen waren Hoflieferanten und wurden oft in Satiren, Lokalpossen sowie im Kladderadatsch thematisiert. Friedrich Niquet war der erste Gastwirt, der auch weibliche Gäste bediente; sein Ausschank wurde zur touristischen Sehenswürdigkeit: „Wer nach Berlin kam, mußte gerade so bei Niquet gewesen sein, wie bei Kroll und im Opernhause.“ Ferdinand Ludolph Gladebeck engagierte sich in der Politik und war 1832 und 1838 stellvertretender Stadtverordneter.
Jedenfalls konterkarierte die abfällige Bezeichnung den intensiven Werbeaufwand der Inhaber. Von seinem früheren Ladenlokal ist bekannt, dass Louis Landsberger seinen Namen auf dem Ladenschild „im brillantesten Gasflammenlichte“ illuminieren ließ. Den Umzug in die Jägerstraße nach einem großen Ausverkauf kündigte er zum 14. Dezember 1858 in einer seiner zahlreichen Annoncen an.  Die Auslage der Parfümerie Treu & Nuglisch war 1833 mit einem Gemälde dekoriert, das die römische Göttin Flora darstellte; einer zeitgenössischen Satire zufolge reagierten Passanten keineswegs desinteressiert, es kam vielmehr zu Menschenansammlungen und reger Debatte.
Auch der dem Gendarmenmarkt, der Preußischen Seehandlung, dem Kronprinzenpalais und dem Hausvogtei-Gefängnis benachbarte Ort selbst kann nicht als „gleichgültig“ gelten. Bereits im Vormärz befand sich im späteren Konfektionshaus Louis Landsberger die von Gustav Julius gegründete Zeitungs-Halle, wo gegen eine Lesegebühr die in- und ausländische Presse zur Verfügung stand. Sie galt als „Hauptquartier der Wortführer aller oppositionellen Parteien in Berlin“ und war „nicht nur der Lese-, sondern auch der Sprech- und Diskutiersaal derselben“. In unmittelbarer Nähe wurden wichtige Salons der Hauptstadt in der Tradition von Rahel Varnhagen von Ense gegeben, zum Beispiel der von Henriette Solmar, die im Bankhaus wohnte.
Denkbar ist, dass bei der Namensgebung der Lokalität auch die Resignation über das Scheitern der Revolution von 1848 und die Bereitschaft, sich im Nachmärz mit den gegebenen Verhältnissen der preußischen Monarchie abzufinden, eine Rolle spielten.

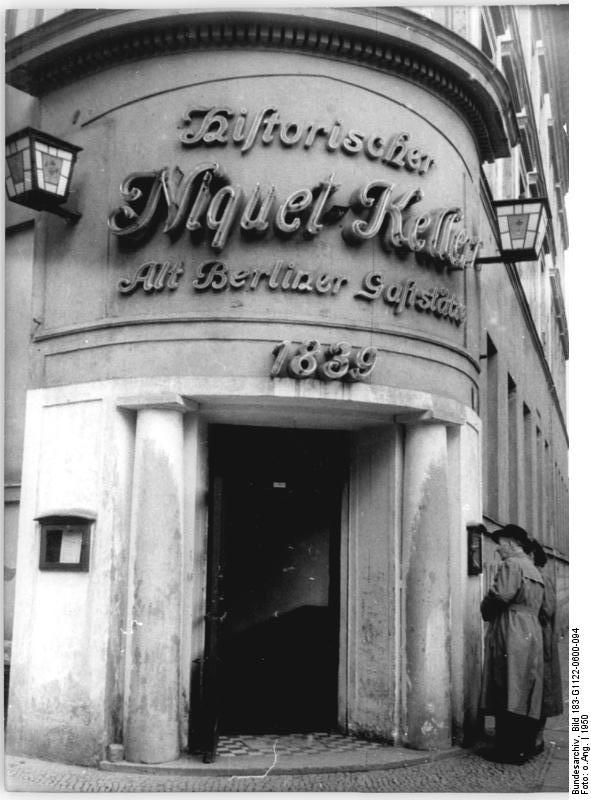
Historischer Niquet-Keller in der Jägerstraße Ecke Oberwallstraße, 1950

1906 erwarb das benachbarte Konfektionshaus Manheimer von Adolf Nuglischs Tochter Sidonie von Wilke das Geschäftslokal von Treu & Nuglisch, um es für seinen Erweiterungsbau zu nutzen. Die Parfümerie- und Seifenhandlung übersiedelte in die Werderstraße 7. Im August 1911 wurde das letzte noch stehende Haus der Gleichgültigen Ecke umgebaut. Der Keller von Friedrich Niquet war seit 1866 im Besitz von Carl Friedrich Roessner und existierte noch 1930.